# Zapaljenje vežnjače oka
Zapaljenje vežnjače oka (лат. conjunctivitis) je bolest prednjeg segmenta oka koja zahvata vežnjaču unutar očnog kapka. Kako se upaljenja vežnjača, prostire na unutrašnjem delu očnog kapka i preko beonjače sve do rožnjače čini beonjaču (skleru) crvenom (promena poznata i kao crveno oko).
Spada u grupu ponajčešćih bolesti oka u razvijenim zemljama sveta i s obzirom na težinu bolesti varira od blage upale sa suženjem do jake upale, ponekad i hroničnog toka koja može da uzrokuje i odumiranje (nekrozu) tkiva.

## Vrste
|  | Latinski naziv | Bolest                                                                                     |
|  | -------------- | ------------------------------------------------------------------------------------------ |
|  |                | Sluzavo gnojno zapaljenje vežnjače oka.                                                    |
|  |                | Akutno alergijsko zapaljenje vežnjače oka                                                  |
|  |                | Drugo akutno zapaljenje vežnjače oka                                                       |
|  |                | Akutno zapaljenje vežnjače oka, neoznačeno                                                 |
|  |                | Hronično zapaljenje vežnjače oka                                                           |
|  |                | Zapaljenje ruba očnog kapka i vežnjače oka                                                 |
|  |                | Drugo zapaljenje vežnjače oka                                                              |
|  |                | Zapaljenje vežnjače oka, neoznačeno                                                        |
|  |                | Zapaljenje vežnjače oka u zaraznim i parazitarnim bolestima klasifikovanim na drugom mestu |
|  |                | Zapaljenje vežnjače oka u drugim bolestima klasifikovanim na drugom mestu                  |

-{
- Newcastle (B30.8†)
- acanthamoebica (B60.1†)
- adenoviralis (acuta) (B30.1†)
- chlamydialis (A74.0†)
- diphtherica (A36.8†)
- gonococcica (A54.3†)
- haemorrhagica (acuta) (epidemica) (B30.3†)
- herpesviralis [herpes simplex] (B00.5†)
- meningococcica (A39.8†)
- zostrica (B02.3†)

}-

## Etiologija
Vežnjača je izložena mikroorganizmima i drugim oblicima iritacije. Suze štite kounktivu razređivanjem bakterija i njihovim ispiranjem. Suze takođe sadrže enzime i antitela koja sprečavaju razvoj bakterijske infekcije.
Postoje mnogi uzroci kounktivitisa. Najčešći su virusne infekcije; drugi uzročnici su bakterije, hlamidije, gljivice] i paraziti. Bolest „crvenih očiju“ je specifična bolest koju uzrokuje bakterija (iz roda Haemophilus bakterija). Virusni i bakterijski oblici kounktivitisa su izrazito zarazni i mogu se vrlo brzo proširiti među decom, katkad uzrokujući lokalne epidemije. Ostali uzroci su alergije (alergijski kounktivitis), izloženost hemikalijama, iritacija vetrom, prašinom, dimom. Kounktivitis može takođe pratiti običnu prehladu i osipe.
Novorođenčad može biti zaražena bakterijama (hlamidijama) u porođajnom kanalu. Ova se bolest naziva neonatalni inkluzijski kounktivitis ili ophthalmia neonatorum .
Rizično je i nošenje kontaktnih sočiva, a posebno dugo nošenje sočiva. Rizični faktor su i kontakti s osobama koje imaju kounktivitis.

## Klinička slika
Crvenilo kounktive, smetnje suzenja, iritacija (bockanje, pečenje, svrab) oka i kapaka, a očni kapci su često slepljeni kod buđenja.
Kod nekih virusnih kounktivitisa može se imati osećaj stranog tela u oku i preosetljivost na svetlost.
Kod alergijskog kounktivitisa postoji obostrano crvenilo očiju, smetnje suzenja, žarenje u očima i svrab. Većina osoba ima i propratni rinitis. Svrab dovodi do trljanja očiju i stvaranja edema (otoka) i zadebljanja vežnjače, pa ona postaje neprovidna. Vežnjača stvara više sekreta kada je zapaljena. Taj sekret može da bude serozan, sluzav, fibrinozan, gnojav i lako sukrvičav. Sekret može da bude veoma obilan i da se sliva preko rožnjače, ometajući vid. U toku noći se sasuši na rubovima kapaka, slepi ih, te kapci mogu da se otvore tek posle ispiranja sasušenog sekreta.

## Dijagnoza
Postavlja se na osnovu anamneze, pregleda i brisa kounktive.

## Terapija
Lečenje bolesti zavisi od uzročnika. Alergijsko zapaljenje vežnjače leči se kao alergija ili bolest može nestati sama po sebi kad se ukloni uzročni alergen.
Kao sasvim blaga sredstva mogu se primeniti oblozi od kamilice i 3%-tni rastvor borne kiseline. Antibiotici, obično u obliku kapi za oči, primenjuju se u lečenju bakterijskog oblika zapaljenja vežnjače. Virusima izazvano zapaljenje vežnjače sanira se samo po sebi unutar nedelju dana.

## Spoljašnje veze
Mediji vezani za članak Zapaljenje vežnjače oka na Vikimedijinoj ostavi

- Činjenice o rožnjači i bolesti rožnjače

|  | Molimo Vas, obratite pažnju na važno upozorenje u vezi sa temama iz oblasti medicine (zdravlja). |